# Victor S. K. Houston
Victor Stewart Kaleoaloha Houston (* 22. Juli 1876 in San Francisco, Kalifornien; † 31. Juli 1959 in Honolulu, Hawaii) war ein US-amerikanischer Politiker. Zwischen 1927 und 1933 vertrat er als Delegierter das Hawaii-Territorium im US-Repräsentantenhaus.

## Frühe Jahre
Nach der Grundschule besuchte Victor Houston ausländische Schulen, wie die Realschule in Dresden in Sachsen und die Kantonsschule im schweizerischen Lausanne. Danach absolvierte er die Force School in Washington. Schließlich wurde er Kadett auf der US-Marineakademie in Annapolis. Nach dem erfolgreichen Abschluss dieser Akademie wurde er bis 1926 Mitglied der US-Marine, in der er in verschiedenen Dienstgraden diente. Ab 1909 war er in Hawaii ansässig.

## Politische Laufbahn
Victor Houston wurde Mitglied der Republikaner. Bei den Kongresswahlen des Jahres 1926 wurde er gegen den demokratischen Amtsinhaber William Paul Jarrett als Delegierter in den Kongress gewählt. Nach zwei Wiederwahlen in den Jahren 1928 und 1930 konnte er dieses Mandat zwischen dem 4. März 1927 und dem 3. März 1933 ausüben. In den Jahren 1928 und 1932 war er Delegierter auf den jeweiligen Republican National Conventions. Bei den Wahlen des Jahres 1932 unterlag er dem Demokraten Lincoln Loy McCandless.

## Weiterer Lebenslauf
Nach dem Ende seiner Zeit im US-Repräsentantenhaus zog sich Houston aus der Politik zurück. Allerdings wurde er nach dem japanischen Angriff auf Pearl Harbor am 7. Dezember 1941 als Marineoffizier reaktiviert. Während des Zweiten Weltkriegs blieb er bis zum 1. März 1945 in der US Navy. Danach ging er wieder in den Ruhestand. Victor Houston starb im Jahr 1959 in Honolulu.